# Зване, Яфет
Яфет Зване (англ. Japhet Zwane, родился 10 января 1974 года) — южноафриканский футболист, полузащитник. Выступал за сборную ЮАР.

## Карьера
Всю карьеру, кроме двух лет в России, провёл в ЮАР. В феврале 2003 года по рекомендации работавшего в Африке Виктора Бондаренко подписал контракт с клубом премьер-лиги «Ростов». За команду провёл 40 матчей в чемпионате, в середине 2005 вернулся в ЮАР.

## Сборная
Сыграл за сборную ЮАР 10 матчей.